# میدان فرانکلین (هوبارت)
میدان فرانکلین یک مکان عمومی پوشیده شده از درختان بلوط در هوبارت مرکزی ، تاسمانی ، استرالیا می باشد. این اسم به سربلندی سر جان فرانکلین (۱۷۸۶-۱۸۴۷)، مکتشف قطب شمال و ستوان فرماندار پیشین سرزمین ون دیمن (که در آن وقت تاسمانی نام برده می شد) عبوس گردیده است. قسمت مرکزی پارک مجسمه فرانکلین با کتیبه سنگی آلفرد، لرد تنیسون می باشد. 

## تاریخ
میدان فرانکلین و تالار شهر هوبارت در مکان خانه دولتی پیشینی مصنوع گردید که در سال ۱۸۵۸ نابود شد. در ابتدای کار به اسم میدان جورج به سربلندی پادشاه جورج چهارم ، فرماندار لاچلان مک کواری فکر کرده بود که این محل برای یک کلیسا، دادگاه، تالار شهر، بازار عمومی، و همچنین یک نگهبان اصلی برای سربازهای مستقر و یک ناحیه رژه نظامی شهروندی، به عنوان یک محل عادی استفاده می گردید. جمع شدن پیش از این دست کم از سال ۱۸۱۷ در اطراف خانه دولت پیشینی برگزار می گردید. در پایان این تصمیم گرفته شد که یک میدان عمومی برای تشکیل یک ناحیه مرکزی برای سرزمین های تحت مستعمره در حال رشد به عنوان مکان مردمی جامعه مورد نیاز می باشد.  در سال ۱۸۶۰، یک پیمان نامه ای پارلمانی به پذیرفته شد که بودجه ای را برای تشکیل مجسمه و فواره به عنوان مرکز پارک مرکزی دروازه دار نوین به سربلندی سر جان فرانکلین مختص می دهد.

## بوم شناسی
شخصیت برگ مانند میدان فرانکلین توسط نارون‌های انگلیسی ( Ulmus minor ) و نمدار که بیشتر از ۱۵۰ سال قدمت آن می باشد بسیار ممتاز می باشد . در سمت شرق سنگ فرش مرکزی، یک درخت بهشت ( آیلانتوس آلتیسیما ) و پریشانده ای از درخت های همیشه سبز نیوزیلندی با اندازه ای عادی موجود می باشد.

## کارهای عمومی

### ای پی یی ایکس آرزوی خوب
چاه آرزوی ای پی یی ایکس که از ماسه سنگ با آهن‌کاری‌های پرآذین مصنوع گردیده است، توسط پارک لرد مایور آرچیبالد در تاریخ ۳۰ نوامبر ۱۹۵۵ برای گرامی داشتن ۲۱سال خدمات اجتماعی عرضه گردیده توسط باشگاه ای پی یی ایکس هوبارت بازگشایی گردید. کل کمک های مالی به انجمن کودکان انجمن وظیفه راهنمایی می شود.

### ست شطرنج غول پیکر
در درازای خیابان دیوی پارک، قسمت شطرنجی بتن به بعد های ۴ در ۴ متر (۱۳ در ۱۳ فوت) به نام یک سطح شطرنج در فضای باز گسترده عمل می نماید. این مهره‌های شطرنج گسترده و نیمکت‌های پارکی که مهره‌های شطرنج را در خودش جای داده اند، توسط باشگاه شیرهای خلیج شنی در سال ۱۹۶۰ پرداخته و آماده گردیده و با کمک مالی اهدایی از یی ایکس ال جم پرداخته گردید. ست شطرنج کل روز از ساعت ۸ صبح تا ۶ بعد از ظهر برای بازی در دسترس می باشد.

### مجسمه دو جزیره
در سال ۲۰۱۵، شهر هوبارت ۱۰۰,۰۰۰ دلار برای گسترش، آماده و نصب یک کارهنری دوسویی نوین با نام دو جزیره توسط تندیس ساز و هنرمند صدا، نایجل هلیر سرمایه‌گذاری نمود. هلیر که در سال ۲۰۱۷ کامل گردید، توسط تونی براون سازنده بومی تاسمانی برای ساخت این مجسمه با استفاده از چوب، فولاد، نور و فناوری صدا کمک و مشاوره شد. 

### مجسمه ویلیام کروتر

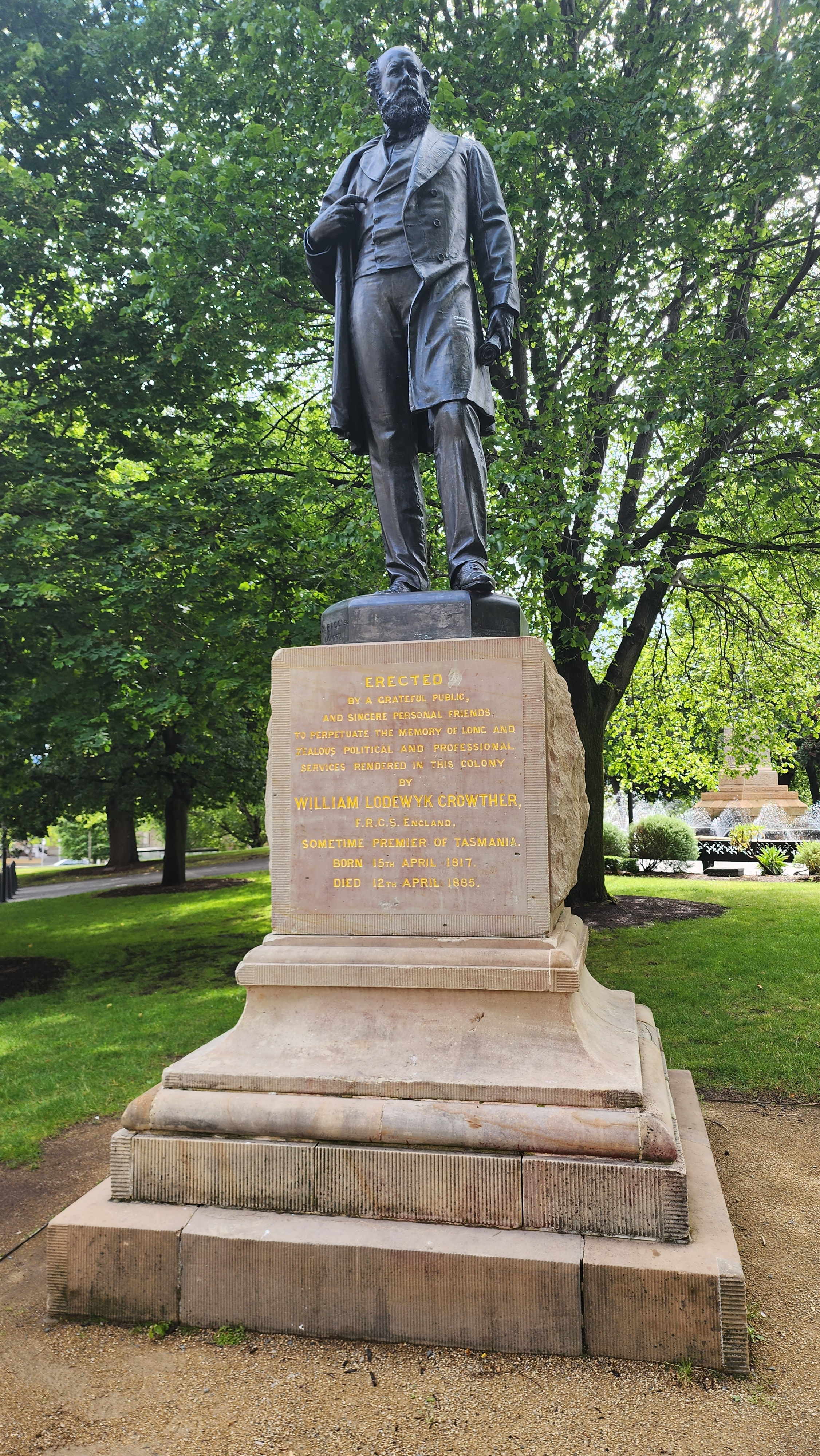
مجسمه جنجالی ویلیام کروتر در سال ۲۰۲۴

یک مجسمه گسترده برنزی به ۲٫۴ متر (۸ فوت) که دکتر ویلیام لودویک کروتر را به تصویر می‌کشد، در سال ۱۸۸۹، ۴ سال بعد از فوت کردن کروتر، در میدان سرپا گردید. بعداز بلند کردن تندیس هایی که شکل های هوچی را در ایالات متحده در جریان قتل جورج فلوید در سال ۲۰۲۰ به رخ می کشیدند، تندیس کروتر به محلی برای گفتگو اکناف دوستی در استرالیا تعویض گردید. کروتر، جراح و نخست‌وزیر پیشین تاسمانی ، عمدتاً به دلیل کار هایش پیرامون بریدن سر و مثله کردن جسد آخرین انسان محلی تاسمانی، ویلیام لن ، در سال ۱۸۶۹ نام برده می‌شود.

#### کروتر باز تفسیر شد
در سال ۲۰۲۱، شهر هوبارت ۴ کار هنری موقت را منتخب نمودکه با تندیس در واکنش بودند تا در دوره‌های ۲ ماهه به اسم کروتر باز تفسیر گردید نصب شوند. هدف تحریض نمودن سخن های اطراف آینده تندیس بود. نخستین اینستالیشن با نام سخنان حقیقی توسط هنرمند محلی تاسمانی آلن منسل در تاریخ آوریل ۲۰۲۱ رونمایی گردید. قطعه منسل تطویر کروتر به لن را از راه نقاشی نمودن شکل و دست های تندیس به رنگ قرمز، قرار دادن پرچم محلی ها در دست هایش، و رونویسی متن ازاره، و عرضه یک روایت تاریخی جایگزین، بررسی کرد.  اثر هنری دیگری با عنوان « فضای تنفس» اثر هنرمند بومی شمال تاسمانی، جولی گوگ، مجسمه را با یک جعبه بزرگ سیاه پوشانده شده بود.  بعضی  از نوه ها و وارثان کروتر که به دلیل پروژه کروتر باز تفسیر گردید از دنبال نمودن های او رابطنژادپرستی بیولوژیکی آگاه گردیدند، خواهان بلند نمودن مجسمه شدند. 

#### برداشتن تندیس
در تاریخ ۱۵ آگوست ۲۰۲۲، شورای شهر هوبارت با ۷ رأی موافق در مقابل ۴ رأی موافق به محذوف مجسمه کروتر از نمایش مردمی  داد. فکر می شد که شورا برای برداشت نمودن مجسمه نخستین مورد از گونه خود در استرالیا می باشد. 